# Адриан (Ульянов)
Епи́скоп Адриа́н (в миру Александр Михайлович Ульянов; 30 января 1951, Москва) — архиерей Русской православной церкви на покое. 
Тезоименитство — 23 мая (5 июня).

## Биография
Родился 30 января 1951 года в Москве в православной семье. По собственному признанию: «Мой отец — 1903 года рождения, мама родилась в 1908 году. Родители оказались достаточно сформировавшимися личностями, чтобы не менять свои убеждения при новой власти, и потому сохранили те духовные и моральные устои, в которых утвердились с детства. Люди глубоко верующие, они и меня воспитали в вере». В 1968 году окончил среднюю школу. В 1969—1971 годах служил в Советской армии.
В 1972—1974 годах — псаломщик в храме Успения в Гончарах.
В 1975—1979 годах работал в редакции «Журнала Московской Патриархии» в корректорском отделе и проходил обучение на экстернате Московской духовной семинарии.
В 1980 году принят в Свято-Духов монастырь города Вильнюса. По собственному признанию: «Было в Виленском Свято-Духовом монастыре всего 12 монахов, но все они были очень духовными и образованными людьми, с академическим образованием, большая часть — кандидаты богословия. Элитарный монастырь, но в то время он казался маленьким, незначительным. Сегодня, оглядываясь назад, понимаю: это лучшее, что могло быть в то время».
5 июня 1981 года в Свято-Духовом монастыре пострижен в монашество епископом Виленским и Литовским Викторином (Беляевым). 7 июня 1981 года рукоположён во иеродиакона; 15 февраля 1983 года — во иеромонаха.
В 1984 году назначен настоятелем Благовещенского собора города Каунаса и благочинным Каунасского округа.
В 1986 году возведён в сан игумена.
В 1988 году назначен наместником Свято-Духова монастыря города Вильнюса.
В 1989 году заочно окончил Московскую духовную академию.
В 1990 году согласно поданному прошению архиепископом Виленским и Литовским Хризостомом почислен за штат с правом перехода в другую епархию, после чего возвратился в Москву и до 1993 года руководил работами по восстановлению храма Бориса и Глеба в Дегунине.
В 1993 году принят в клир Тверской епархии.
В 1994 году возведён в сан архимандрита. Назначен благочинным монастырей, монастырских и архиерейских подворий Тверской епархии, управляющим епархиальным отделом благоустройства и социального служения.
С 1995 года — управляющий архиерейским подворьем тверского Вознесенского собора.
Преподаватель кафедры теологии Тверского государственного университета.
Принимал участие в работе Поместного собора Русской православной церкви 2009 года.

### Архиерейство
27 июля 2011 года решением Священного синода избран епископом Бежецким, викарием Тверской епархии. 9 сентября в Тронном зале патриарших покоев храма Христа Спасителя патриарх Московский и всея Руси Кирилл возглавил чин наречения архимандрита Адриана (Ульянова) во епископа Бежецкого. 21 сентября в Казанском кафедральном соборе Санкт-Петербурга состоялась его хиротония во епископа Бежецкого, викария Тверской епархии, которую совершили патриарх Кирилл, митрополит Санкт-Петербургский и Ладожский Владимир (Котляров), митрополит Саранский и Мордовский Варсонофий (Судаков), архиепископ Брюссельский и Бельгийский Симон (Ишунин), архиепископ Симбирский и Мелекесский Прокл (Хазов), архиепископ Тверской и Кашинский Виктор (Олейник), архиепископ Петрозаводский и Карельский Мануил (Павлов), епископ Гатчинский Амвросий (Ермаков), епископ Петергофский Маркелл (Ветров), епископ Солнечногорский Сергий (Чашин), епископ Выборгский Назарий (Лавриненко), епископ Единецкий и Бричанский Никодим (Вулпе).
28 декабря 2011 года решением Священного синода назначен правящим архиереем новообразованной Ржевской епархии с титулом «Ржевский и Торопецкий».
20 марта 2025 года решением Священного Синода РПЦ причислен на покой с формулировкой: «Выразить недоумение относительно поступившего прошения о преобразовании Свято-Тихоновского женского монастыря г. Торопца в приход Свято-Тихоновского храма г. Торопца, демонстрирующего неспособность правящего архиерея в течение многих лет наладить монашескую жизнь в единственной епархиальной обители, открытой в 2005 году. Отметить общую низкую активность Преосвященного епископа Адриана в устроении жизни Ржевской епархии». Местом пребывания на покое епископа Адриана был определён Никольский Малицкий мужской монастырь Тверской епархии с получением содержания от Ржевского епархиального управления.

## Критика
В 2019 году по решению суда был признан самостроем и закрыт ритуальный зал на территории Ржевской ЦРБ, в котором священнослужители Ржевской епархии осуществляли отпевание усопших. Епископ Адриан написал письмо судье Тверского Арбитражного суда с просьбой изменить решение, сохранив «социально значимый объект», мотивируя свою просьбу тем, что из-за его закрытия нагрузка по отпеванию усопших легла на храмы епархии. По словам епископа, ритуальный зал был построен местным предпринимателем С. А. Барановым, оказывающим ритуальные услуги населению, по совместительству — атаманом ржевской организации казаков, сотрудничающим с епархией «на ниве патриотического и религиозного воспитания молодёжи». Ряд местных СМИ сочли, что такое «письмо» не соответствует процессуальным нормам обжалования решений и имеет своей целью оказать давление на суд.
В сентябре 2023 года в соцсетях распространилось видео, снятое на смартфон в Ильинском храме села Погорелое Городище Ржевской епархии. На видео запечатлено, как Адриан с амвона отчитывал молодого священника Илью Гаврышкива, угрожая лишением сана. Инцидент был вызван доносом прихожанина по имени Олег Царев на отца Илью, за то что священник читал молитву о «мире», а не о «победе». После вмешательства епископа, Илья Гаврышкив был вынужден публично покаяться. Общественность и журналисты негативно оценили роль Адриана в данной истории, обращая внимание на некорректный тон публичной речи («Ну чё, простим отца Илью Гаврышкива?», «Иди, гуляй. Ты у нас кто был? Отец Илья? А сейчас кто — Илюшка какой-то непонятный»). Многие увидели в случившимся перенос в рамки церковной жизни практики публичных извинений и даже предательство идеалов христианства.

## Награды
- Медаль ордена «За заслуги перед Отечеством» II степени (28 декабря 2000 года) — за большой вклад в укрепление гражданского мира и возрождение духовно-нравственных традиций[17].
- Орден преподобного Серафима Саровского II степени (30 января 2021 года) – в связи с 70-летием со дня рождения[18].
- Орден Дружбы (24 ноября 2021 года) — за большой вклад в сохранение и развитие духовно-нравственных и культурных традиций, активную просветительскую деятельность[19].